# Shifters
Shifters, còn có tên gọi khác là Shifters of Might and Magic là trò chơi điện tử thuộc thể loại hành động nhập vai do hãng The 3DO Company đồng phát triển và phát hành cho hệ máy PlayStation 2 vào năm 2002. Game lấy bối cảnh trong vũ trụ hư cấu Might and Magic và là phần tiếp theo trực tiếp của phiên bản Warriors of Might and Magic trên PlayStation 2.

## Lối chơi
Người chơi sẽ vào vai Alleron, nhân vật chính từ Warriors of Might and Magic. Trong Shifters thì Alleron sẽ phải chống lại thế lực tà ma ngoại đạo từ các quái thú bằng xương bằng thịt cho đến những lũ người máy bằng kim loại dưới sự dẫn dắt của tên pháp sư hắc ám đang biến đổi những ngôi làng Trung cổ yên bình thành các thành phố hơi nước tăm tối. Không giống như phiên bản tiền nhiệm, Alleron trong bản này đã có được quyền năng siêu nhiên có thể thay hình đổi dạng tới 24 loài sinh vật khác nhau, chẳng hạn như con cừu đực hình người và quái vật sư tử đầu chim.
Alleron sẽ chu du qua sáu thế giới khác nhau mà tại mỗi nơi anh phải chiến đấu với các thành viên thuộc một chủng tộc riêng biệt. Thông thường, những khu vực này đều kết thúc trong trận đánh trùm dù không thường xuyên. Trong suốt chặng đường phiêu lưu sẽ có nhiều khu vực "bí mật" chỉ có thể tới được thông qua các hình dạng biến đổi riêng biệt, chẳng hạn như khu vực bị phong tỏa bởi chấn song hay lò sưởi (mà chỉ có thể qua được dưới dạng Genie sau khi đã dùng phép thể khí Gaseous Form) Dù có chọn nhiều loại biến hình đi chăng nữa thì người chơi cần phải hoàn tất phần game chính.

## Đón nhận
| Đón nhận |         |
| --- | ------- |
| Điểm số tổng gộp Nhà tổng gộp Điểm số Metacritic 37/100 [ 3 ] Các điểm số đánh giá Xuất bản phẩm Điểm số EGM 3/10 [ 4 ] Game Informer 6.75/10 [ 5 ] Game Revolution D [ 6 ] GameSpot 3.9/10 [ 7 ] GameSpy 37% [ 8 ] GameZone 5.9/10 [ 9 ] IGN 4/10 [ 10 ] OPM (Hoa Kỳ) [ 11 ] |         |
| Điểm số tổng gộp |         |
| Nhà tổng gộp | Điểm số |
| Metacritic | 37/100  |
| Các điểm số đánh giá |         |
| Xuất bản phẩm | Điểm số |
| EGM | 3/10    |
| Game Informer | 6.75/10 |
| Game Revolution | D       |
| GameSpot | 3.9/10  |
| GameSpy | 37%     |
| GameZone | 5.9/10  |
| IGN | 4/10    |
| OPM (Hoa Kỳ) | [ 11 ]  |

Trò chơi nhận được những đánh giá không thuận lợi theo trang web tổng hợp kết quả đánh giá Metacritic. Shifters đa phần đều nhận được sự đón nhận khá tệ. Gameinformer chấm cho game 6.8/10 điểm, GameZone chấm 5.9/10 điểm, PSX nation thì chỉ chấm 5.0/10 điểm. tất cả họ đều chỉ trích thậm tệ phần điều khiển camera, AI của máy vì nó quá dễ dàng. Tuy nhiên với Game Vortex thì họ lưu ý rằng đôi lúc máy sẽ tấn công cùng một lúc khiến cho người chơi khó xoay xở kịp. Game Vortex nhìn chung chấm cho game số điểm 60/100 và còn nhấn mạnh rằng phần hình ảnh tạm được và lối chơi khá tốt dù còn mang tính lặp đi lặp lại nhàm chán, thế nhưng rất đáng bỏ công ra thưởng thức.
IGN đã đánh giá tựa game này và gọi nó là "trò chơi gồm rất nhiều phần rời rạc, tất cả đều có chất lượng khác nhau, bằng cách nào đó được nhồi nhét vào một gói duy nhất, cực kỳ khó sử dụng [...] Nói cách khác, đây không phải là một game hoàn toàn tệ, nhưng những phần hay thì giống như những chiếc kim bị lạc trong đống cỏ khô khổng lồ của những trò chơi không hay lắm".